# Franciscus Sylvius

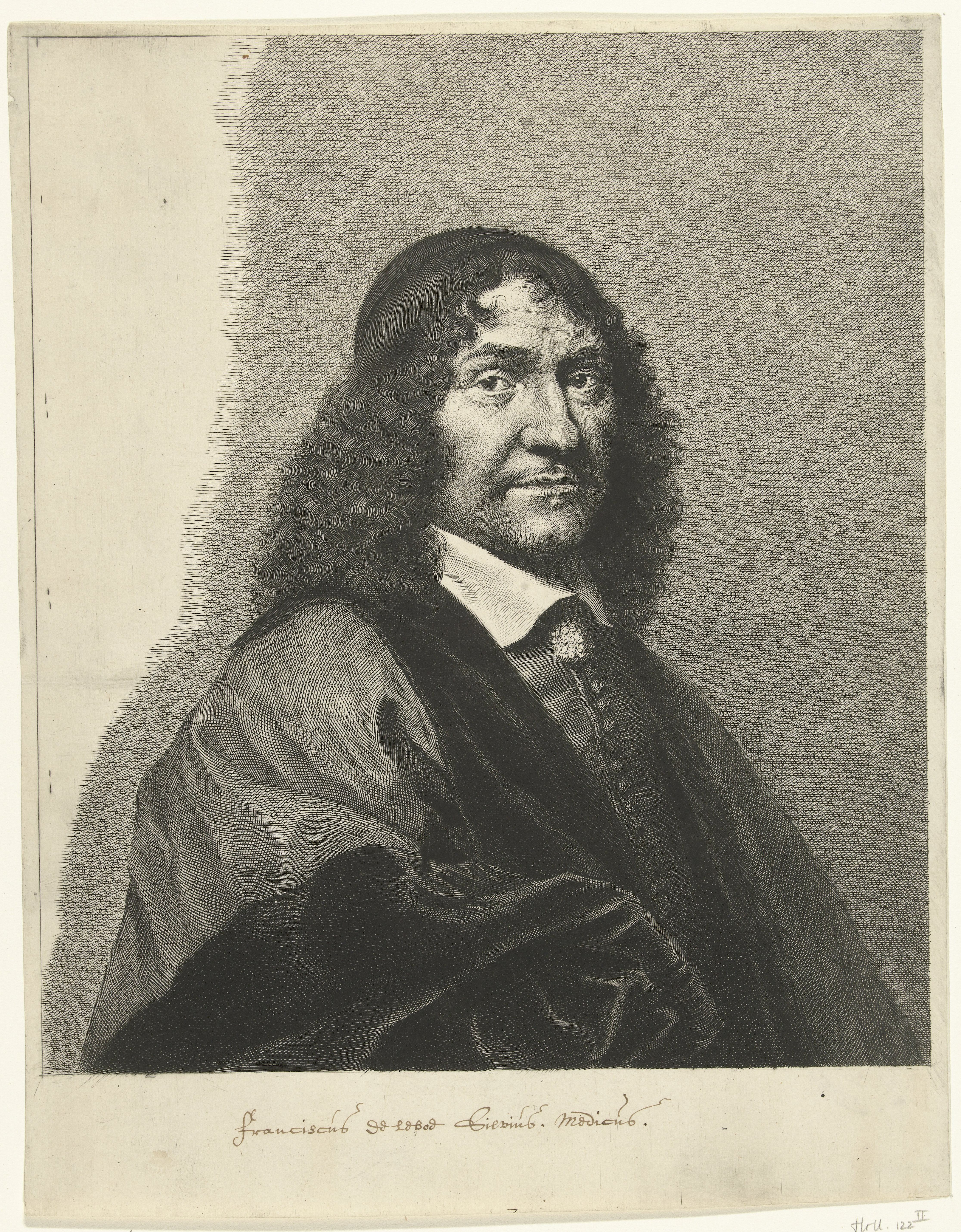
Franciscus Sylvius, vor 1660

Franciscus Sylvius, latinisiert aus Franz de le Boë, unter anderem auch Franciscus de le Boe und François de le Boë Sylvius (* 15. März 1614 in Hanau; † 14. November 1672 in Leiden), war ein hessisch-niederländischer Arzt, Anatom und Naturwissenschaftler flämischer Abstammung. Der als Kliniker und Iatrochemiker bedeutsame Mediziner gilt als Begründer der naturwissenschaftlich ausgerichteten Medizin und der Klinischen Chemie.

## Leben

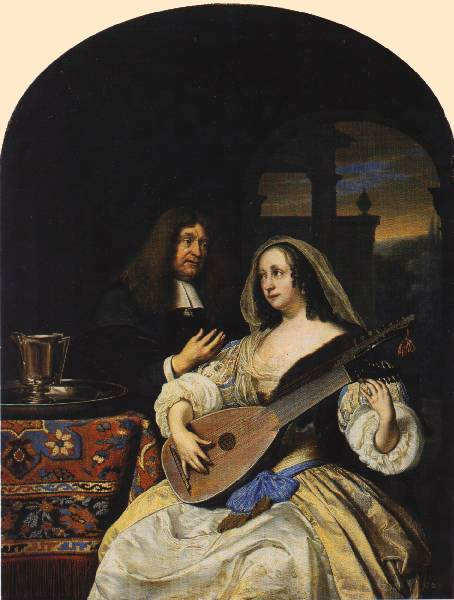
Franciscus Sylvius und seine Gattin. Gemälde Frans van Mieris der Ältere

Franz de le Boë, genannt Sylvius, wuchs in seiner Geburtsstadt Hanau auf und beendete seine Schule in Sedan. Die Familie, aus der er stammt, kam aus Cambrai in Südflandern (heute Nord-Frankreich) und gehörte zu den Familien, die am Ende des 16. Jahrhunderts die Neustadt Hanau gegründet hatten.
Sein Studium der Medizin absolvierte er an den Universitäten Leiden und Basel. 1637 erwarb er in Basel den Doktorgrad. Anschließend praktizierte er in seiner Geburtsstadt Hanau und ab 1641 in Amsterdam. Hier heiratete er auch 1649. 1658 wurde er Professor für Medizin an der Universität Leiden. Von 1669 bis 1670 war er Rektor dieser Universität.

## Wissenschaftliches Werk, sonstiges Wirken
Sylvius wurde in Deutschland geboren, sein Hauptwirkungsort war allerdings Holland. Für seine wissenschaftlichen Publikationen latinisierte er seinen Namen: Boë = französisch: Bois (Wald) = latinisiert: Sylvius.
Er war Begründer der naturwissenschaftlich ausgerichteten Medizin und klinischen Chemie. Nach seinen Vorstellungen basieren Leben und Krankheit auf chemischen Prozessen und seine Schule versuchte, medizinische Phänomene aus den Gesetzmäßigkeiten der Physik und Chemie abzuleiten. Im Jahr 1650 beschrieb er in Leiden die tuberkulösen Knoten in der Lunge. 1669 gründete er in Leiden das erste chemische Laboratorium an einer europäischen Universität. Sylvius führte das Konzept der Affinität ein und befasste sich mit Verdauungsvorgängen und den Körperflüssigkeiten. Er vermutete als Erster, dass es sich beim bei Wassersucht vermehrt vorhandenen Serum in der Leibeshöhle und in den Geweben vor allem um aus Lymphgefäßen und Chylusgefäßen ausgetretene Flüssigkeit handelt und dass in der Bauchspeicheldrüse ein bei der Verdauung beteiligter Saft entsteht, der über den Ductus pancreaticus zusammen mit der Galle der Nahrung im Darm beigefügt wird. Er war einer der maßgeblichen Vertreter, die das von William Harvey entwickelte Konzept des Blutkreislaufs vertraten. Darüber hinaus beschäftigte er sich mit der Neuroanatomie.
Um die positive Wirkung des Wacholders bei Sodbrennen und Verdauungsstörungen in einer gängigen Medizin zu nutzen, mischte Sylvius Wacholderbeeren und Alkohol mit weiteren Kräutern zu einer Medizin, die er als Genever in den Handel brachte. Später bürgerte sich auf den Britischen Inseln, wo der Genever nicht nur zu medizinischen Zwecken gebraucht wurde, der Name Gin ein.

## Ehrungen
Die von ihm beschriebene Furche zwischen Scheitel- und Schläfenlappen in der Großhirnrinde, der Sulcus lateralis, wird nach ihm als Fissura Sylvii (früher auch Fossa Sylvii) bezeichnet. Weiter ist der Aquaeductus mesencephali auch als Aquaeductus Sylvii bekannt.
Nach Sylvius wurden das Mineral Sylvin und das zum Teil daraus bestehende Gestein Sylvinit benannt.

## Schriften

### Einzelausgaben
- Disputationum medicarum decas. Amsterdam 1663; 2. Auflage: Frankfurt am Main 1676.
- Praxeos medicae idea nova [„Neue Idee der medizinischen Praxis“]. 3 Bände. Leiden 1667; 3. Auflage: Hanau 1675.

### Gesamtausgabe
Nach seinem Tod erschien ein Sammelwerk mit all seinen medizinischen Veröffentlichungen:
Francisci de le Boe, Sylvii: Opera Medica, Tam hactenus inedita, quam variis locis & formis edita; nunc verò certo ordine disposita, & in unum Volumen redacta. Amsterdam 1679 (auch Genf 1681). Dieses enthält:
- Disputationum medicarum

1. De Alimentorum Fermentatione in Ventriculo.
2. De Chyli à Foecibus alvinis Secretione, atque in Lacteas Venas Propulsione in Intestinis perfecta.
3. De Chyli Mutatione in Sanguinem, Circulari Sanguinis Motu & Cordis, Arteriarumque Pulsu.
4. De Spiritum Animalium in Cerebro, Cerebelloque, per Nervos Distributione, atque Usu Vario.
5. De Lienis & Glandularum Usu.
6. De Bilis ac Hepatis Usu.
7. De Respiratione, Usuque Pulmonum.
8. De Vasis Lymphaticus, & Lympha.
9. De Febribus prima.
10. De Febribus Altera.

- De Methodo Medendi Liber 1 & 2.
- Praxeos medicae idea nova 1-3 & Appendix.
- Opuscula Varia
- Tractatus 1:

1. De infimo ventre.
2. De Media cavitate.
3. De suprema cavitate.

- Tractatus 2: Oratio Inauguralis de Hominis Cognitione. [1658]
- Tractatus 3: De Medicamentis Chymicis Theses hactenus ineditae.
- Tractatus 4: Epistola Apologetica Anti-Deusingiana.
- Tractatus 5: Oratio de Affectus Epidemii A[nno] MDCLXIX Leidenssem Civitatem depopulantis, atque primariis Habitatoribus orbantis causis naturalibus.
- Tractatus 6: Luca Schacht: Oratio Funebris in Obitum Noblissimi, Clarissimi, Expertissimi D. Francisci de le Boe, Sylvii, Medicinae Doctoris, dum viveret, & in Academia Lugd.-Btav. Professoris Practici Celeberrimi.